# Tendre Banlieue
Tendre Banlieue est une série de bande dessinée créée en 1982 par Tito (scénario et dessins) pour le magazine de jeunesse Okapi, dans lequel elle est pré-publiée, avant de sortir en album l'année suivante aux éditions Bayard, puis à partir de 1991, aux éditions Casterman.

## Historique
En 1982, le magazine pour la jeunesse Okapi cherche une nouvelle série de bande dessinée destinée aux jeunes. Répondant à cet appel, l'auteur Tito crée la même année Tendre banlieue qui rencontre rapidement le succès. La série est publiée au format album à partir de l'année suivante et continue d'être pré-publiée dans son journal d'origine.

## Synopsis

### Thématique
Tendre Banlieue raconte des histoires d'adolescents vivant en banlieue parisienne. La série aborde de manière simple et optimiste certains problèmes de société : le chômage des parents, l'illettrisme, le handicap, la toxicomanie , etc., mais également des aspects plus positifs de la vie en banlieue comme des histoires sentimentales (évoquant parfois l'homosexualité), des groupes de musique qui se forment, etc.

### Lieu
Les épisodes se déroulent, la plupart du temps, dans les Hauts-de-Seine, en banlieue sud de la région parisienne. On peut y reconnaître différents lieux existant réellement, comme la Butte-Rouge, la Coulée verte, le Parc de Sceaux, la Vallée-aux-Loups, ainsi que différents établissements scolaires des communes de Châtenay-Malabry, Le Plessis-Robinson, Sceaux… dont Tito s’est inspiré. Cette documentation très précise donne une plus grande crédibilité à chaque histoire. Celles-ci ont toutes un fond social auquel les lecteurs peuvent s’identifier.

### Personnages
Tendre Banlieue a la particularité, quasi-exclusive pour une série à grand succès, d'avoir des personnages totalement différents selon les albums (chaque histoire mettant en scène de nouveaux personnages). Il n'y a pas de héros récurrents. Ce choix est parfaitement assumé par l'auteur car, d'après lui « Ce qui relie tous les Tendre Banlieue, ce n'est pas un héros, c'est un univers » ; de plus il faut savoir que ces personnages sont inspirés de véritables jeunes de l'entourage de l'auteur.

## Albums
- Tome 1 : Virginie (1983)
- Tome 2 : Le Grand Frère (1984)
- Tome 3 : La Briqueterie (1986)
- Tome 4 : Le Bahut (1988)
- Tome 5 : Samantha (1991)
- Tome 6 : Le Tournage (1991)
- Tome 7 : Le Cadeau (1992)
- Tome 8 : La Signature (1993)
- Tome 9 : Madrid (1994)

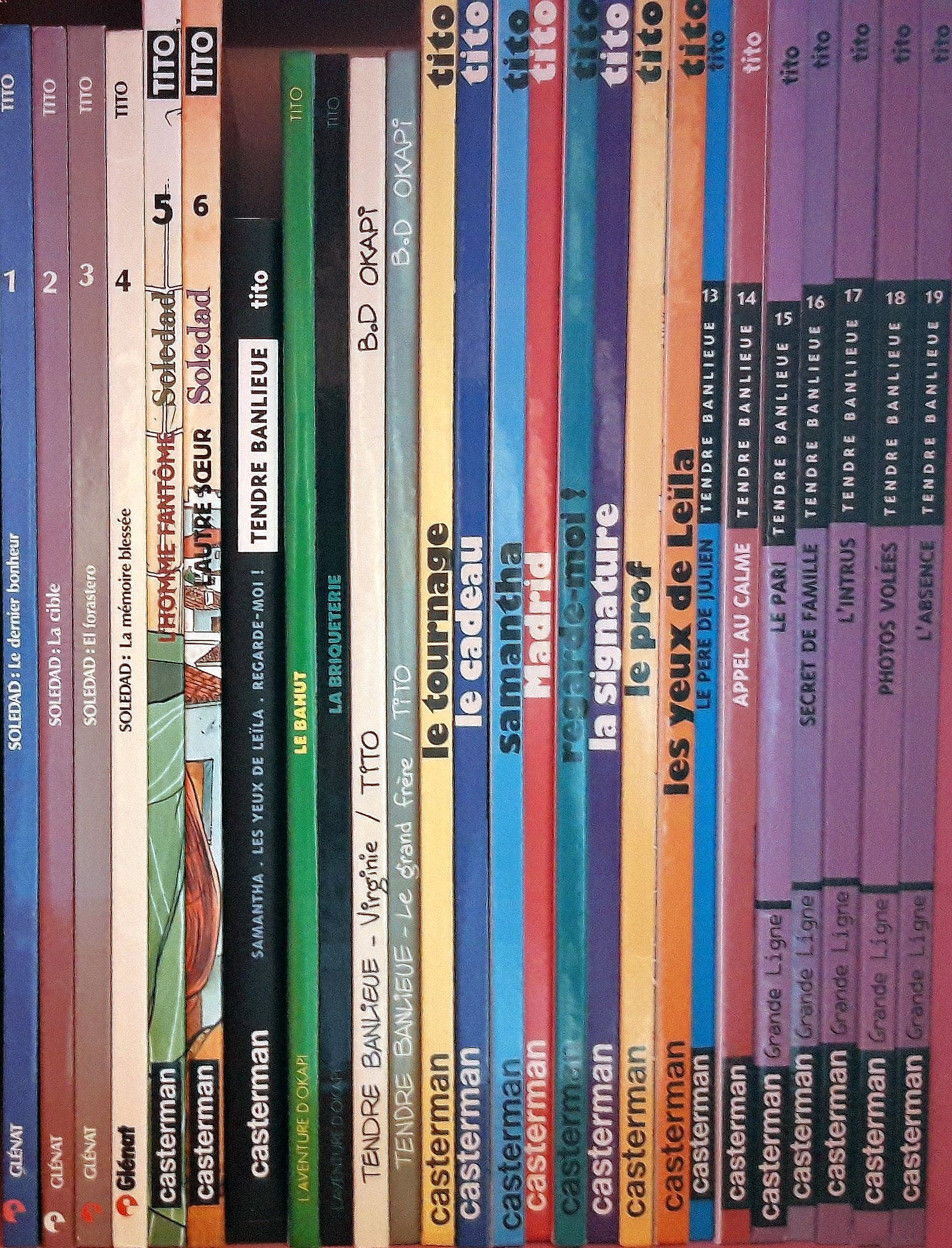
Tendre banlieue (à D.), ici de 1 à 19.

- Tome 10 : Les Yeux de Leila (1995)
- Tome 11 : Le Prof (1996)
- Tome 12 : Regarde-moi (1998)
- Tome 13 : Le Père de Julien (1999)
- Tome 14 : Appel au calme (2000)
- Tome 15 : Le Pari (2003)
- Tome 16 : Secret de famille (2004)
- Tome 17 : L'Intrus (2005)
- Tome 18 : Photos volées (2006)
- Tome 19 : L'Absence (2008)
- Tome 20 : Les carnets de Laura (2010)

## Critique et analyse
La série a souvent été décrite comme très réaliste tant dans les scénarios que dans les dessins,,, avec des sujets toujours plus proches du public visé, ancrés dans la vie quotidienne des adolescents, que Tito décrit avec une extrême pudeur et sans jamais porter de jugements,,. La philosophie des scénarios a été aussi souvent saluée, de par donc son éloignement du manichéisme et du misérabilisme,, mais aussi pour son caractère éducatif et simple, ludique. Enfin, on attribue aussi à l'auteur le mérite d'avoir pris le contre-pied des préjugés et clichés sur les banlieues et leurs habitants, en relatant un message positif, sensible et tendre décrivant avec une justesse qui permet parfois de comprendre mieux la situation de ces quartiers dits sensibles,,,,.
Pour ce qui est plus spécifiquement du dessin, outre son réalisme évoqué plus haut, la qualité plastique de la série est due, ou amplifiée, par le découpage classique des planches parfaitement maîtrisé, aux tons pastels employés qui contribuent à tisser une ambiance « années 1980 », d'après certains ainsi qu'au trait élégant et précis.
D'une manière plus nostalgique, la série est considérée comme une bonne « peinture-souvenir » des années collège-lycée qu'un lectorat plus âgé a connues, au même titre, par exemple, que la chanson Rockollection de Laurent Voulzy,.

## Prix
- 1987 : Alfred Enfant au festival d'Angoulême pour La Briqueterie[9]

### Documentation
- Patrick Gaumer, « Tendre banlieue », dans Dictionnaire mondial de la BD, Paris, Larousse, 2010 (ISBN 9782035843319), p. 831-832.
- Henri Filippini, « Tendre banlieue, t. 19 : portraits d'ados », dBD, no 27,‎ octobre 2008, p. 72.